# 23e armée (Japon)
Pour les articles homonymes, voir 23e armée.
La 23e armée (第23軍, Dai-ni-jū-san gun) est une unité de l'armée impériale japonaise basée dans le sud de la Chine durant la Seconde Guerre mondiale.

## Histoire
La 23e armée est créée le 26 juin 1941 et placée sous le contrôle du quartier-général impérial. Elle est transférée au sein de l'armée expéditionnaire japonaise de Chine le 12 août de la même année. Elle est basée dans la province du Guangdong et sur l'île de Hainan pour remplacer l'armée régionale japonaise de Chine du Sud qui a été dissoute le 26 juin 1941.
La 23e armée est principalement une force de garnison destinée à prévenir d'éventuels débarquements des Alliés en Chine du Sud. Elle participe à la bataille de Guilin-Liuzhou dans le cadre de l'opération Ichi-Go d'août à novembre 1944. L'armée se rend aux forces chinoises du Kuomintang le 15 août 1945 au moment de la reddition du Japon et est dissoute à Canton.

## Commandement

### Commandants
|   | Nom                                | De              | À                |
| - | ---------------------------------- | --------------- | ---------------- |
| 1 | Général Hitoshi Imamura            | 28 juin 1941    | 6 novembre 1941  |
| 2 | Lieutenant-général Takashi Sakai   | 6 novembre 1941 | 1er mars 1943    |
| 3 | Lieutenant-général Hisakazu Tanaka | 1er mars 1943   | 9 septembre 1945 |

### Chef d'État-major
|   | Nom                                      | De                | À                  |
| - | ---------------------------------------- | ----------------- | ------------------ |
| 1 | Lieutenant-général Seizo Arisue (ja)     | 28 juin 1941      | 15 septembre 1941  |
| 2 | Lieutenant-général Tadamichi Kuribayashi | 15 septembre 1941 | 10 juin 1943       |
| 3 | Major-général Yosuke Adachi              | 10 juin 1943      | 16 décembre 1944   |
| 4 | Major-général Katsunobu Uzawa            | 16 décembre 1944  | 15 avril 1945      |
| 5 | Major-général Naosuke Tomida             | 15 avril 1945     | 1er septembre 1945 |